# 더 럭비 챔피언십

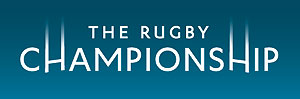

더 럭비 챔피언십(The Rugby Championship, 2012년 토너먼트 이전까지의 이름: 트라이 내이션스, Tri Nations)은 1996년 시작된 SANZAR(호주, 뉴질랜드, 남아공)의 국제 럭비 유니온 대회이다. 2012년부터는 아르헨티나도 참가하여 포 내이션스가 된다.

## 대회 구조
- 7월부터 9월까지 열린다.
- 홈 앤드 어웨이 방식으로 치러지며 6번 홈경기를 치르게 된다.
- 럭비 유니온 승점 방식을 따른다.

## 특징
- 호주 - 뉴질랜드 승자는 브레디솔레 컵
- 뉴질랜드 - 남아공 승자는 프리덤 컵
- 남아공 - 호주 승자는 만델라 챌린지 플레이트

의 우승팀이된다.

## 우승팀
- 1996년 - 올블랙스 (뉴질랜드)
- 1997년 - 올블랙스 (뉴질랜드)
- 1998년 - 스프링복스 (남아공)
- 1999년 - 올블랙스 (뉴질랜드)
- 2000년 - 월러비스 (호주)
- 2001년 - 월러비스 (호주)
- 2002년 - 올블랙스 (뉴질랜드)
- 2003년 - 올블랙스 (뉴질랜드)
- 2004년 - 스프링복스 (남아공)
- 2005년 - 올블랙스 (뉴질랜드)
- 2006년 - 올블랙스 (뉴질랜드)
- 2007년 - 올블랙스 (뉴질랜드)
- 2008년 - 올블랙스 (뉴질랜드)
- 2009년 - 스프링복스 (남아공)
- 2010년 - 올블랙스 (뉴질랜드)

## 같이 보기
- 식스 네이션스